# Nasen (Südtirol)

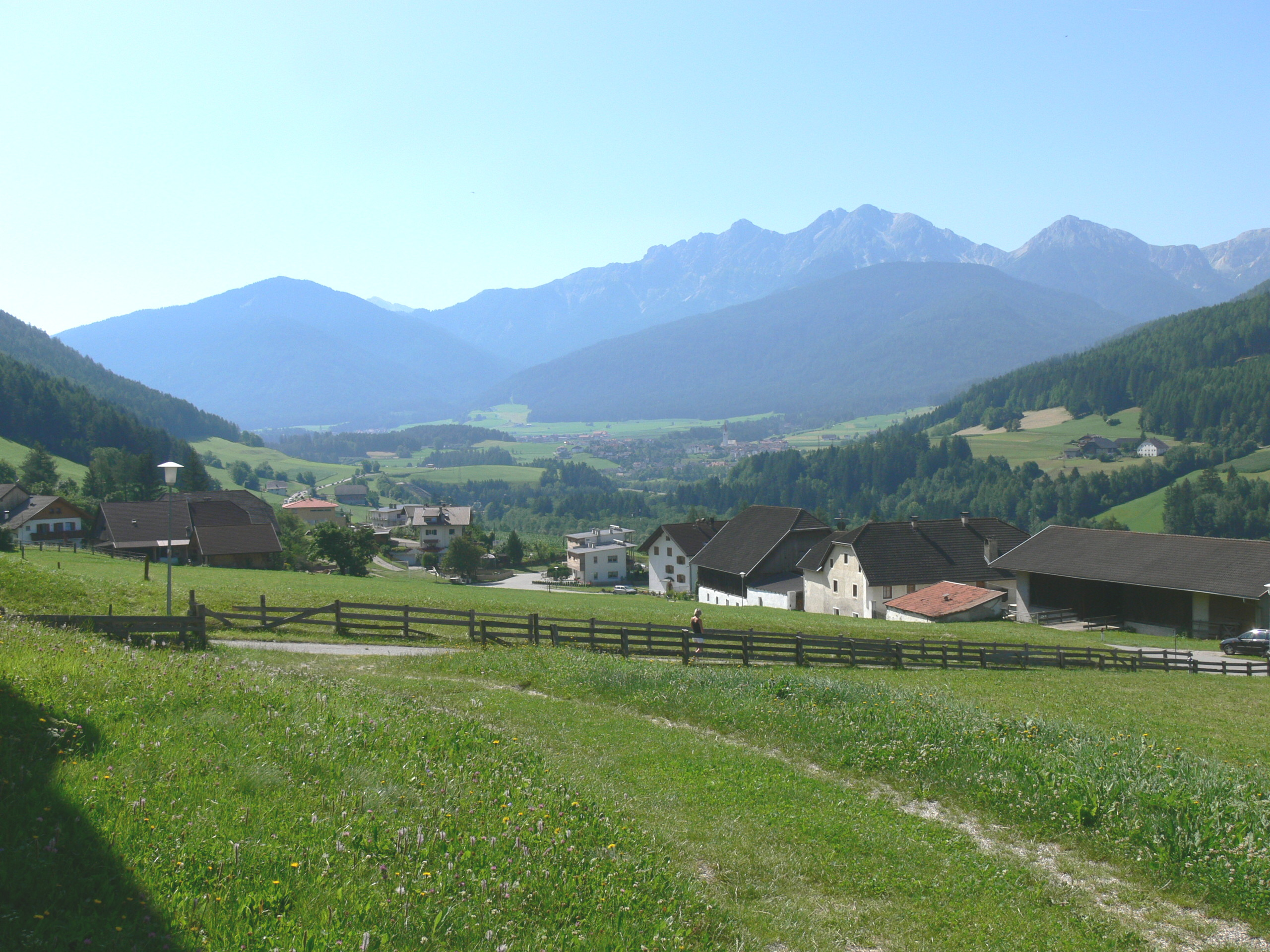
Blick über Nasen in südöstliche Richtung, im Hintergrund Olang

Nasen (italienisch Nessano) ist ein Dorf im Pustertal in Südtirol (Italien).
Das 150 Einwohner zählende und auf etwa 1000 Metern Höhe am Sonnenhang des Pustertales gelegene Nasen liegt am Nasner Bach, der Grenze zwischen den Gemeinden Percha im Westen und Rasen-Antholz im Osten. Der größere Teil der Ortschaft gehört zu Percha. Zudem bildet dieser Bach auch die Sprachgrenze zwischen dem Ober- und dem Unterpustertaler Dialekt, die somit ebenfalls mitten durch das Dorf verläuft.
Der Ortsname ist in einer zwischen 1040 und 1047 verfassten Urkunde der Brixner Traditionsbücher als Nousan erstmals verschriftlicht worden. Er scheint einer vorbajuwarischen Sprachschicht zu entstammen, möglich ist die Ausgangsform Nautianum (‚Landgut der Nautius-Sippe‘). Einer weiteren Theorie nach könnte der Name als Zusammensetzung der mittelhochdeutschen Begriffe niuwe („neu“) und sang („sengen, brennen“) entstanden sein, was auf Landgewinnung durch Brandrodung hindeuten könnte.
Das Wahrzeichen des Dorfes stellt die 1474 im spätgotischen Stil erbaute und dem Heiligen Jakob geweihte Kirche dar, die das Dorf zum Wald hin überragt. Sie besitzt außen (Heiliger Christophorus) wie innen (Christus am Ölberg u. a.) Wandgemälde, die dem spätgotischen Maler Simon von Taisten zugeschrieben werden.